# Исцеление любовью
«Исцеле́ние любо́вью» — российско-украинский мелодраматический телесериал.
Съёмки проводились на юге Украины в Ильичёвске (ныне — Черноморск), в Белгороде-Днестровском (Крепость), в Одессе, а также в Киеве.

## Аннотация
Лёша и Костя — родные братья. У них всегда соперничество за девушку Катю, Костя занимается своим бизнесом (у него аптека), Лёша — моряк.
Лёша возвращается из рейса домой и торопится в загс, а Костя, взяв из аптеки сильнейшее снотворное, хочет помешать Лёше попасть на свадьбу. Он подкладывает ампулу в машину Лёши, тот попадает в аварию, раздавив ампулу в движении. В больнице констатируют, что Лёша на всю жизнь останется инвалидом, но он даже не подозревает, как знакомство с Машей Никитенко круто изменит его жизнь…

## Показ сериала
Телеканал «Россия» приобрёл права на показ сериала у украинского канала «Интер». Показ 190 серий занял практически год и проходил в связке с фильмом сходной продолжительности — «Кармелитой», создав сериальную «линейку». Доля просмотра сериалов возрастала с 25 до 40—50 %, обойдя латиноамериканский «Клон». Это позволило телеканалу «Россия» сместить «Первый канал» в рейтингах российского телевидения как по Москве, так и в целом по стране. Представители «Первого канала», критикуя низкое качество продукта, одновременно признали, что проекты создали ему проблемы в предпраймовом вещании. Прервав показ телесериала, «Россия» получила большое количество писем от его поклонников. В итоге «Исцеление любовью» стало рейтинговым лидером 2005 года во всей сетке российского телевещания.

## Критика
Ещё в процессе показа кинокритик Александр Брагинский скептически отозвался об успехе «Исцеления любовью» и «Кармелиты». Охарактеризовав фильмы как «родных сестёр», он заявил: «Сцепленные из чисто театральных сценок, с длинными и нудными „дуэтными“ разговорами, оба отличаются безвкусной красивостью интерьеров». Александр Брагинский отметил «беспомощную» игру в «Исцелении любовью», особенно от молодых актёров — но также от таких именитых артистов как Валентина Талызина, Эммануил Виторган и Борис Невзоров. По мнению критика, в обоих сериалах «наматывали метраж», что сделало съёмки серьёзным испытанием для участников. Он выразил удивление, что телеканал под руководством В. Тодоровского выпустил столь слабый продукт.
Обозреватель газеты «Советская Белоруссия» Анна Шадрина также отметила чрезмерную продолжительность сериала с медленным развитием событий, назвав его безвкусной «жвачкой». Указывая, что сценарий фильма насыщен необычными и чрезвычайными событиями, она подчеркнула, что заявленные «страсти бесцветны на экране». Предполагая, что Лёша переносит ряд неизлечимых болезней, чтобы показать «исцеление любовью» Маши, журналистка недоумевает, почему герой так долго не останавливает своего выбора на этой девушке. В критической статье отмечаются и такие сюжетные ходы, как открытие у Маши дара экстрасенса, попадание дорогостоящего клада в руки пенсионера Сан Саныча, несколько обменов партнёрами в семейных парах Самойловых и Буравиных, и признаётся, что сериал в целом представляет собой смешение «мыльных» штампов. Автор статьи также критикует монотонную и невыразительную игру Бориса Невзорова, Эммануила Виторгана и Владимира Горянского по сравнению с их способностями, но считает, что актрисы Амалия Мордвинова и Валентина Талызина показали «живые человеческие эмоции».
Пытаясь объяснить высокие рейтинги «Исцеления любовью», Анна Шадрина предполагает, что видеоряд фильма, медленный и размеренный темп его событий и тщательное противопоставление доброго и злого апеллирует к воспоминаниям о советском прошлом. Жизнь героев сериала, которую можно назвать простой и понятной, развивается по определённому порядку («школа — институт — замужество»). По мнению журналистки, просмотр «Исцеления любовью» был для зрителей уходом от жестоких реалий окружающей действительности.

## Персонажи

### Мария Никитенко
При родах Машина мать отказалась от неё. Мать Маши попросила акушерку принять Машу в свою семью. Акушерка не могла отказать, а потом подбросила Зинаиде. Зинаида растила Машу, как свою собственную внучку. Маша узнала об истории своего рождения только в 22 года. Оказалось, что Машина мать — Таисия. Как в сериале говорится, Маша повторяет судьбу принцессы по имени Марметиль, которая жила 1000 лет назад.
Маша — молодая, очень добрая и красивая белокурая девушка. Влюблена только в Алёшу, но легко попадается на Катины уловки. Ценит заботу Толика, Андрея, но не любит их; не верит в злодеяния смотрителя маяка, несмотря на всеобщее мнение. Заставляет смотрителя сдаться, ради покаяния и памяти о сыновьях. В конце сериала узнала что она дочь Таисии и чиновника, а также родная сестра Кати. Затем вышла замуж за Лёшу и забеременела от него.

### Лёша Самойлов
Добр, силён, умён, вспыльчив. Моряк на судне «Верещагино». С детства соперничал с братом Костей из-за Кати. Из-за сильной любви Кости к Кате чуть не погиб. Дружит с Женей, Ксюхой. Часто становился жертвой смотрителя. Был похищен им, при попытке бегства сорвался с высоты и чуть было не разбился. Маша помогала ему поправиться, исцеляла силой любви, несмотря на диагноз. Он полюбил её и сделал ей предложение, тем самым отвергнув Катину любовь. В одной из последних серий он вместе с братом пытается спасти Машу от смотрителя маяка. В конце сериала женится на Маше, но остаётся с Катей в дружеских отношениях.

### Костя Самойлов
Сильная любовь к Кате привела его в криминал. Помимо организации аварии собственному брату, участвовал в похищении брата, в деле с контрабандой и организации побега смотрителю маяка из-за жалости к нему и обещанному наследству. Участвовал в добывании сундука со дна моря. После побега смотрителя помогал ему, выполнял все его указания. Научился ориентироваться в катакомбах, «читать» по карте и разминировать мины. Имел аптеку, которую продал Лёве.
Ближе к финалу мирится с братом, помогает ему спасти Машу. В конце сериала он сидит год в тюрьме и после освобождения женится на Кате.

### Катя Буравина
Наглая, хитрая и коварная девушка. С детства знакома с Костей и Лёшей, крутит ими, как хочет, но любит только себя. Во всём слушается мать, недовольна поведением отца. Ненавидела Машу, но та спасла её. Катя перестала враждовать с Машей. Забеременела от Лёши, но вышла замуж за Костю. В конце сериала, узнаёт от матери, что Маша её сестра.

### Полина
Историк, сделала научное открытие о Марметиль. Заботливая мать, верная жена, любит сестру. 25 лет назад поссорилась с Виктором и вышла замуж за Бориса. В конце сериала вышла замуж за Виктора.

### Борис Самойлов
Муж Полины, бизнесмен. Всегда завидовал Виктору Буравину и пытался его разорить. Любил Полину, но в конце сериала дал ей развод. Ушёл в депрессию после того, как Полина от него ушла к Буравину. Устроил пожар в офисе и временно ослеп. После этого события, Самойлов переосмыслил жизнь и примирился с близкими. Принял помощь Буравина с финансированием срочной операции на глаза и помирился с ним.

### Таисия
Хитрая женщина, мать Кати и Маши. Всё время советовалась с гадалкой Риммой. Была замужем за Буравиным, пыталась его разорить. До брака с ним забеременела от чиновника, родила девочку Машу и подбросила её акушерке. В конце сериала вышла замуж за чиновника.

### Виктор Буравин
В молодости был моряком, после стал бизнесменом. Друг Сан Саныча и Бориса Самойлова. Разругался с Борисом, но жалел его в глубине души. Владелец судна «Верещагино». Узнав о финансовой махинации, бросил жену. В конце сериала женился на Полине и помирился со своей дочерью Катей.

### Римма
Наглая и очень ушлая гадалка. Жадная, хитрая и безжалостная. Не упустит шанса заработать куш своими «параненормальными» способностями. Неординарный персонаж. Лучшая подруга Таисии. Бывшая жена Лёвы, презирает его и считает жуликом, но во второй части сериала снова вышла за него замуж. Имеет свой салон и не без помощи Маши получает лицензию на свой бизнес. Потом Римма захотела расширить свой бизнес и перекупила Костину аптеку у Лёвы в обмен на бриллиант. Римма помогла Маше понять, что с ней происходит: у Маши есть дар. В конце сериала Римма забеременела и уехала в Израиль к Лёвиным родителям.

### Лёва
Владелец ресторана. Хитрый и жадный. Участвовал в каждом криминальном деле, знался со всеми бандитами, но сам — трус. Был мужем Риммы, даже бросил её одну, но вернулся и сделал ей предложение. В конце сериала угодил за решётку. Жаловался на язву двенадцатиперстной кишки, не мог есть тюремную пищу. На зоне стал главным поваром.

### Бабушка Зинаида
Зина очень добрая и одновременно строгая женщина. Зина приняла девочку Машу и воспитала её как свою собственную внучку. Плохо относится к Самойловым и Буравиным, к старому другу Сан Саныча — смотрителю маяка, недолюбливает их всех. Хотела, чтобы Маша перестала общаться с ними и ушла от Алёши. Мечтала о хорошем женихе для своей внучки — Толике. Сожалела о нём и винила в его гибели Родя. С молодости за Зинаидой бегает моряк Сан Саныч. Под старость лет она наконец согласилась выйти за него замуж. Когда у неё с сердцем хуже стало, она решила к целительнице съездить. Эта целительница оказалась акушеркой Задерейчук, подбросившей Машу.

### Сан Саныч
Старый моряк. Смел и честен. Очень любил море и ухаживал за Зинаидой. В процессе сюжета наконец женился на ней. Любил Машу и Лёшу как детей. В детстве был другом Михаила Макарыча, позже рассорился с ним. Узнав о гибели Толика и Жоры, понял, что парни поплатились за грехи отца. Отправился в катакомбы для разговора с другом детства по душам, что помогло поймать Михаила Макарыча. Когда Зинаида, которая ненавидела море, стихию всё же полюбила, то «привык» к суше и стал смотрителем маяка.

### Следователь
Буряк Григорий Тимофеевич, следователь в городе. Честный и трудолюбивый, любит свою работу. Друг Бориса, Сан Саныча и чиновника. На протяжении половины сериала гонялся за смотрителем маяка, арестовал его. Сделал предложение руки и сердца Анфисе.

### Главврач
Лучший врач-травматолог в городе. Здоровье больных для него важнее денег. Лечил всех больных. Скептик. Не признавал экстрасенсорики, не верил в Машины способности, пока она не исцелила Алёшу. В институте учился с Задерейчук, ухаживает за ней.

### Смотритель маяка
Бывалый моряк и бандит, грамотный стратег. Пожилой и болезненный, но очень силён, быстр и опасен. Авторитет для сыновей и всех, кто имел с ним дело. В 1999 году в целях самообороны убил профессора Сомова. Похищал Лёшу, Машу, Марукина. Скопил за годы бандитства сундук с золотыми монетами и долларами, который в итоге попал в милицию. После похищения Лёши и получения выкупа хотел уехать из города. Видел гибель сыновей и скрылся в катакомбах. Был знаком с Яковом, Костей, Лёвой, бандитами. Был арестован, но, отсидев год, убежал из города, уже один и без денег.

### Жорик
Георгий Михайлович Родь. Старший сын смотрителя маяка. От отца перенял жадность, жестокость и хитрость. Участвовал во всех криминальных делах семьи. Страстно мечтал о богатстве и пытался добраться до сбережений отца. Погиб при попытке к бегству, врезавшись на автомобиле в катер.

### Толик
Анатолий Михайлович Родь. Младший сын смотрителя маяка. В отличие от старшего брата и отца обладает кротким и добродушным нравом. Был безнадежно влюблен в Машу, но она не отвечала ему взаимностью и относилась к нему как к брату. В семье играл роль ведомого, был вынужден помогать отцу и брату в криминальных делах. Погиб под колёсами автомобиля во время побега.

### Чиновник
Кирилл Леонидович Токарев. В молодости кокетничал с Таисией, она родила дочь, втайне от Токарева. Был женат на Руслане. Под старость он заболел раком, Маша лечила его, не подозревая, что исцеляет отца. Развёлся с Русланой и женился на Таисии.

### Яков
Контрабандист. Хитрый, жадный до безумия. Для организации контрабанды с бриллиантами обратился к Михаилу Родю, смотрителю маяка. Напал ради бриллиантов на Зинаиду, шантажировал Сан Саныча. Умер от сердечного приступа на глазах у жены, умышленно не оказавшей ему помощь.

### Ирина
Жена Якова и сестра Полины. Ненавидит и мужа, и сестру, влюблена в Бориса Самойлова. Бедная уроженка Якутии. Лживая, злопамятная и коварная. Приехала вместе с мужем в город, помогала ему в его криминальных проделках. Была арестована и увезена на родину.

### Женя
Моряк на судне «Верещагино». Добрый и надежный друг Алёши. Женился на Ксюхе.

### Ксюха
Ксения Комиссарова, невеста, а затем жена Жени. Лучшая Машина подруга, сначала работала журналисткой, далее радиоведущей, а в конце становится директором радиостанции.

### Тоня Задерейчук
Антонина Захаровна принимала роды у Таисии. Таисия именно ей отдала ребёнка. Но Антонина побоялась ответственности и подбросила ребёнка Зинаиде. Акушерка бросила профессию и уехала из города. Поменяла фамилию на Семёнова и стала заниматься целительством.

### Андрей
Андрей Москвин — археолог и писатель, грамотный специалист. Приехал из Москвы, чтобы помогать Полине и расследовать исчезновение профессора Сомова. Владеет искусством айкидо. Был влюблён в Машу, но уступил её Лёше, видя их симпатии. Расшифровал легенду о Марметиль. Некоторое время жил на маяке, работал там смотрителем и одновременно изучал древние документы с легендой о Марметиль.

### Марукин
«Оборотень в погонах», имеет криминальное прошлое. Хитрый, но умеет притворяться добрым. Ради сокровищ Родя помогал ему бежать из тюрьмы. Хотел обмануть его, но был пленён и передан в руки следователя.

### Руслана
Жена чиновника. Заботливая и милая, гораздо моложе мужа. Достаточно ревнивая. Развелась с ним из-за его любви к Таисии.

## В ролях
- Наталия Рогоза — медсестра Мария Никитенко
- Денис Харитонов — Алёша Самойлов
- Александра Афанасьева-Шевчук — Катя Буравина
- Кирилл Бурдихин — Костя Самойлов
- Антонина Венедиктова — Полина Самойлова, мать Лёши и Кости
- Владимир Горянский — Борис Самойлов, отец Лёши и Кости
- Анжелика Вольская — Таисия
- Олег Масленников — Виктор Буравин
- Валентина Талызина — Зинаида Степановна
- Валентин Шестопалов — Сан Саныч
- Амалия Мордвинова — Римма, гадалка
- Алексей Агопьян — Лёва, хозяин ресторана
- Алексей Булдаков — Михаил Макарович Родь, смотритель маяка
- Эммануил Виторган — Яков Матвеевич Гнатюк (умер от сердечного приступа в 82 серии)
- Борис Невзоров — Григорий Тимофеевич Буряк, следователь
- Валентин Смирнитский — Павел Фёдорович, врач-травматолог
- Ирина Шевчук — Анфиса
- Аристарх Ливанов — Кирилл Леонидович Токарев, чиновник
- Виктор Степанов — Иван Петрович, врач-онколог
- Андрей Чернышов — Андрей Москвин, писатель
- Владимир Стеклов — Марукин, оборотень в погонах
- Евгения Бурдихина — Лена, регистраторша
- Андрей Валенский — Вадим Грицина — Радиоведущий, объявивший по радио о чрезвычайном положении в городе
- Инна Ващенко — Ирина
- Вадим Горкуценко
- Елена Затолокина — жена чиновника
- Джульетта Кальченко — медсестра
- Сергей Кравец — милиционер
- Олеся Матвеева — Зося
- Андрей Павленко — Толик, младший сын смотрителя маяка
- Владимир Самойлюк — Жора, старший сын смотрителя маяка
- Алла Сергийко — Антонина
- Павел Сердюк — моряк Женька, друг главного героя
- Валентина Хамайко — Ксюша
- Анна Шевцова — Людочка
- Марина Ягодкина — эксцентричный менеджер турагентства
- Ольга Семергей — Аня
- Игорь Назаров — программный директор радиостанции
- Игорь Писный
- Маргарита Пресич — бабушка
- Пётр Сова — гость в студии
- Александр Гетманский — врач
- Александр Ярема — врач
- Александр Непомнящий — жилец
- Сергей Мигович — приятель жильца
- Олег Примогенов
- Виктор Иваненко — врач скорой помощи
- Кирилл Никитенко
- Павел Поляков — врач
- Валентин Опалев — водитель лимузина